# Acacia moggii
Senegalia moggii là một loài rau đậu thuộc họ Fabaceae. Loài này chỉ có ở Somalia, và hiện đang bị đe dọa vì mất môi trường sống.